# Sunwapta Falls
Der Sunwapta Falls ist ein Wasserfall am Sunwapta River (einem Nebenfluss des Athabasca River) im Jasper-Nationalpark in der kanadischen Provinz Alberta. Er liegt etwa 55 km südlich von Jasper.

## Beschaffenheit
Der Wasserfall ist über den Icefields Parkway (Highway 93) auf befestigten Wegen erreichbar. Er ist insgesamt etwa 18 Meter hoch und rund neun Meter breit. Das Wasser des Sunwapta River stammt vom Athabasca-Gletscher und fällt hier in zwei Stufen hinab. Ein Wanderweg von etwa zwei Kilometern führt zu dem unteren Wasserfall (Lower Falls).

## Name
Der Name Sunwapta ist eine Bezeichnung der einheimischen indigenen Urbevölkerung und meint so viel wie Wildes Wasser. Im späten Frühjahr, wenn die Schneeschmelze auf den Gipfeln eingesetzt hat, zeigt der Wasserfall die größten Turbulenzen.